# Concorde
Letalo Concorde je bilo drugo operativno  nadzvočno potniško letalo. Nadzvočno hitrost je doseglo 1. oktobra 1968, dva meseca za sovjetskim Tu-144. Potovalna hitrost je bila 2,04 Macha, višina pa 17.700 metrov. Ima deltasto oblikovana krila. Concorde poganja motor z dodatnim zgorevanjem (reakcijsko-raketni motor), prvotno razvit za strateški bombnik Avro Vulcan. Komercialni leti pod družbama British Airways in Air France so potekali od 21. januarja 1976 do 24. oktobra 2003 (27 let), v primerjavi s samo sedmimi meseci komercialne uporabe Tu-144 (do 1. julija 1978).
Concorde je po številu smrti potnikov na prepeljani kilometer veljal za najvarnejše letalo vse do 25. julija 2000, ko je v nesreči v Parizu umrlo vseh 9 članov posadke, 100 potnikov in 4 ljudje na tleh; pripomniti pa je treba, da flota letal Boeing 737 v enem tednu prepelje več ljudi na km, kot jih je Concorde v vsej svoji zgodovini. Po krizi, ki je v letalski industriji nastala po terorističnih napadih 11. septembra 2001, sta British Airways in Air France ta letala umaknila iz prometa in jih razstavila kot muzejske primerke. Ker bi bilo vzdrževanje teh letal izjemno drago, ni nikakršnega upanja, da bi katerega od njih še kdaj usposobili za letenje.

## Nadzvočna potniška letala in projekti
- Tupoljev Tu-144
- Tupoljev Tu-244
- Boeing 2707
- Lockheed L-2000
- Aerion SBJ